# Joseph Fulcran Morizot
Pour les articles homonymes, voir Morizot.
Cet article possède un paronyme, voir Joseph Morisot.
Joseph, Fulcran Morizot (Eyragues, 30 mars 1868 - Arles, 11 novembre 1935,) est un médecin et homme politique français radical-socialiste, conseiller général (1910-1934) et maire d'Arles (1919-1932).

## Biographie
Né à Eyragues en 1868, Joseph, Fulcran Morizot est issu d'un milieu bourgeois (père notaire). Après avoir commencé ses études aux lycées d'Avignon et d'Aix, il va faire sa médecine à Montpellier.
Il ouvre son premier cabinet médical à Arles, rue Amédée Pichot, mais, tenté par la politique, il devient dès 1910 conseiller général. 
Lors de la Première Guerre mondiale, il est envoyé au front comme médecin-major du 273e RI. Il y fait la connaissance d'une Écossaise, Evelyne Paisley qui sert dans la Croix-Rouge et avec qui il se marie. 
De retour dans la cité, il s'installe avec sa famille dans la rue de la Calade.
En décembre 1919, il est élu maire de la ville. Il s'occupe durant son mandat d'activités humanitaires (dispensaire) où sa femme, présidente de la Croix-Rouge et d'autres associations le secondent. Il développe également la voirie (tout-à-l'égout) et fait construire de nombreux équipements (collèges, salle des fêtes). Il meurt subitement au cours du repas de l'association des mutilés et anciens combattants le 11 novembre 1935 à 14h30, mettant ainsi un terme à l'un des plus longs mandats de maire d'Arles d'une durée de presque 13 ans.
Respecté par ses concitoyens, la ville lui rend hommage lors de ses funérailles en rappelant que « servir a été sa devise ».
Depuis 1952, un square du centre-ville d'Arles honore son souvenir.

## Sources
- Rues d'Arles, qui êtes-vous ? d'Annie-Tuloup-Smith - Éditions Les Amis du Vieil Arles, 2001.